# Asche von Campe (Politiker)
Asche von Campe (* 15. September 1881 in Braunschweig; † 5. Juni 1953 in Holzminden) war ein deutscher Landwirt und Politiker.

## Leben
Asche von Campe war Sohn des Rittergutsbesitzers Otto von Campe. Nach dem Abitur in Goslar studierte er Rechtswissenschaften an der Universität Heidelberg und wurde dort 1903 Mitglied des Corps Vandalia Heidelberg. Nach der Zeit als Rechtsreferendar trat er dem 19. Oldenburger Dragoner-Regiment bei und versah dort auch seinen Kriegsdienst im Ersten Weltkrieg. Campe war ab 1916 Bezirkskommissar in Polen. Nach einer landwirtschaftlichen Ausbildung in Parey übernahm er 1921 mit dem Tod des Vaters als ältester Sohn das Familiengut Deensen.
Asche von Campe war 1925 bis 1930 Mitglied im Kreistag des Landkreises Holzminden. Dem Landtag des Freistaats Braunschweig gehörte er von 1922 bis 1924 als Abgeordneter an und wechselte im Laufe des Jahres 1922 von der Fraktion Landeswahlverband zur Fraktion DVP und Wirtschaftsverband. Als Landtagsabgeordneter wurde er Aufsichtsratsmitglied des Elektrizitätswerkes Hameln. Campe zog sich 1933 aus der Politik zurück. Er war Mitglied der Braunschweigischen Ritterschaft und des Johanniterordens.